# 加弗爾皮根峰
73°58′S 5°47′W / 73.967°S 5.783°W
加弗爾皮根峰是南極洲的山峰，位於東部南極洲的毛德皇后地，處於克拉克納本峰西南面4公里，由挪威的製圖師根據測量和空中照片繪入地圖。